# Perilissus coxalis
Perilissus coxalis là một loài tò vò trong họ Ichneumonidae.